# كيفن كوردس
كيفن كوردس (بالإنجليزية: Kevin Cordes) (مواليد 13 أغسطس 1993) هو سبّاح من الولايات المتحدة، مثّل بلاده في الألعاب الأولمبية الصيفية 2016.

## روابط خارجية
كيفن كوردس على موقع الاتحاد الدولي للسباحة (الإنجليزية)
- كيفن كوردس على موقع SwimRankings.net (الإنجليزية)
- كيفن كوردس على موقع اللجنة الأولمبية الدولية (الإنجليزية)
- كيفن كوردس على موقع أوليمبيديا (الإنجليزية)
- كيفن كوردس على موقع اللجنة الأولمبية والبارالمبية الأمريكية (الإنجليزية)